# Союз 27
Союз 27 е съветски пилотиран космически кораб, който извежда в Космоса екипажът на първата посетителска експедиция на орбиталната станция Салют-6.

## Екипажи

### При старта

#### Основен
- Владимир Джанибеков (1) – командир
- Олег Макаров (2) – бординженер

#### Дублиращ
- Владимир Ковальонок – командир
- Александър Иванченков – бординженер

### При кацането
- Юрий Романенко – командир
- Георгий Гречко – бординженер

## Параметри на мисията
- Маса: 6800 кг
- Перигей: 198,9 km
- Апогей: 253,8 km
- Наклон на орбитата: 51,65°
- Период: 88,73 мин

## Програма
Първа посетителска експедиция на борда на станцията „Салют-6“. По това време там се намира първият дълговременен екипаж. За първи път в света екипаж на орбитална станция приема посетители в космоса, за първи път два пилотирани кораба са скачени едновременно към орбитална станция. Съвместната работа на четиримата космонавти продължава около 5 денонощия.
Екипажът на „Союз 27“ се завръща на Земята с кораба „Союз 26“, а техният кораб остава скачен със станцията. Така за първи път е осъществена смяна на корабите в космоса, което позволило космоснавтите да остават по-дългов време в орбита (поради ограничения ресурс за престой на кораба в космоса).
Полетът приключва на 16 март 1978 г. Продължителността на експедицията е над 96 денонощия и 10 часа, което е рекорд към момента.
Капсулата на спускаемия апарат на Союз 27 е изложена в Музея на космонавтиката „С. П. Корольов“ в Житомир.